# ホセ・アントニオ・アルダンサ・ガロ
ホセ・アントニオ・アルダンサ・ガロ（José Antonio Ardanza Garro, 1941年6月10日 - 2024年4月8日）は、スペイン・ビスカヤ県出身の政治家。バスク民族主義党(PNV)に所属し、1985年から1999年までバスク自治州政府レンダカリ（政府首班）を務めた。

## 経歴

### 初期の政治経歴
1941年にビスカヤ県エロリオに生まれ、ドゥランゴにあるイエズス会の学校で学んでから、デウスト大学の法学部を卒業した。その後はカハ・ラボラルの顧問弁護士として働き、バスク民族主義党(PNV)の青年組織にも参加した。モンドラゴン協同組合企業グループの労働人民金庫の幹部を経て、1979年、スペインの民主主義復帰後初の地方選挙でギプスコア県のアラサーテ＝モンドラゴン市長に就任し、1983年まで市長を務めた。1983年から1985年まではギプスコア県議会議員を務めた。

### レンダカリ
1985年、バスク自治州議会はカルロス・ガライコエチェアの後任のレンダカリ（政府首班）にアルダンサを選出した。アルダンサは3度再選され、フアン・ホセ・イバレチェに引き継ぐ1999年までほぼ4期にわたってレンダカリを務めた。特にバスク自治州の社会的・経済的発展、地域の近代化に尽力し、高いレベルの自治権の獲得を主張した。平和の実現にも多くの時間を費やし、バスク祖国と自由(ETA)のテロ行為を非難した。ひとつの成果として1988年のアフリア・エネア協定があり、暴力を根絶することでバスク自治州の正常な政治的環境を形成するために締結された。アルダンサの任期中に進んだバスク自治州の近代化は、いっそうの社会的・経済的発展を促進し、他の西ヨーロッパ諸国に匹敵する福祉レベルを実現した。1995年にはギプスコア県の県都サン・セバスティアンとナバーラ州の州都パンプローナの間にレイサラン幹線道路を開通させた。
レンダカリを退いた1999年から2011年まで、電気通信事業者であるエウスカルテルの最高経営責任者(CEO)を務めた。政界引退後の2010年3月3日には自宅で心臓発作を起こし、ガルダカオの病院に入院した。ガルダカオにはアルダンサの名前が冠された公園がある。
2024年4月8日に自宅で死去。82歳没。